# 8808 Luhmann
8808 Luhmann è un asteroide della fascia principale. Scoperto nel 1981, presenta un'orbita caratterizzata da un semiasse maggiore pari a 2,788252 UA e da un'eccentricità di 0,045967, inclinata di 4,095585° rispetto all'eclittica. Ha un diametro di 9,380 km e un'albedo di 0,055.
Fa parte della famiglia di asteroidi Hoffmeister.
L'asteroide è dedicato a Janet G. Luhmann, ricercatrice dell'Università Berkeley che ha studiato le variazioni indotte nel campo magnetico di Venere dall'asteroide 2201 Oljato utilizzando i dati dalle sonde del programma Pioneer.